# 선의의 경쟁
《선의의 경쟁》은 2025년 2월 10일 공개된 한국 드라마다. 학원 미스터리 스릴러로 U+모바일tv 오리지널 드라마이다.

## 줄거리
살벌한 입시 경쟁이 벌어지는 대한민국 상위 1% 채화여고에 전학온 '슬기'에게 각자의 욕망을 드러내는 친구들 그리고 수능 출제 위원이었던 아버지의 의문사를 둘러싼 미스터리 걸스릴러

## 등장 인물

### 주요 인물
- 혜리 : 유제이 역 (아역: 오은서(6세), 이주연(13세)[6])
- 정수빈 (아역: 최하윤(5세)[7], 문서현(13세)[8]) : 우슬기 역
- 강혜원 (아역: 윤채나(9세)) : 주예리 역
- 오우리 (아역: 주예림(13세)) : 최경 역

### 주변 인물
- 김태훈 : 유태준 역
- 영재[9] : 남병진 역
- 추예진 : 유제나 역 (†, 아역: 기소유(7세), 이설아(14세))

### 가족/지인들
- 이원재 : 우도혁 역
- 강진아 : 권희윤 역
- 민영[10] : 정은경 역
- 고서희[11] : 남지연 역
- 유하영 : 최수진 역
- 김그림[12] : 미영 역

#### 채화여고
- 서은오[13] : 담임 역
- 채서은 : 조아라 역
- 김상지 : 김범수 역
- 나현진 : 구채령 역
- 한리이 : 이시우 역
- 마현지 : 박병희 역
- 고다현 : 김나리 역
- 하민[14] : 교장 역

### 기타 인물
- 박수진 : 입시코디 역
- 임수환 : 행정실장 역
- 이은주 : 원장수녀 역
- 김봄 : 일진 1 역
- 구민솔 : 일진 2 역
- 정유진 : 일진 3 역
- 이지우 : 일진 4 역
- 이용석 : 앵커 1 역
- 맹수지 : 앵커 2 역
- 박준우 : 스포츠카 남 역
- 한태경 : 오토바이 남 역
- 조서현 : 모텔 앞 여자 역
- 지병현 : 모텔 앞 남자 역
- 임정옥 : 중년여자 1 역
- 한지은 : 중년여자 2 역
- 고은호 : 합창단 역
- 손영순 : 꽃파는 노파 역
- 박성균 : 채화여고 수위 역
- 미상 : 예리의 엄마 역
- 이형석 : 경이 부 역
- 박관우 : 발레리노 역
- 이왕수 : 바바리맨 역
- 정일화 : 경이 초등담임 역
- 권일 : 영상 속 남자 역
- 홍서아 : 영상 속 여자/옥상 대역
- 박지한 : 국어쌤 역
- 서은서 : 영어쌤 역
- 성지우 : 전교회장(정유선) 역
- 송아영 : 하프 교수 역
- 전준우 : 정신과 의사 역
- 문기영 : 산부인과 의사 역
- 서혜진 : 마담 역
- 최황빈 : 흥신소 남자 역
- 이재준 : 정하진 역
- 서연우 : 임현지 역
- 용준 : 세자 역
- 임서현 : 소실 역
- 홍승우 : 남핚생 / 내시 역
- 이화영 : 룸살롱 언니 1 역
- 조은주 : 룸살롱 언니 2 역
- 이지빈 : 룸살롱 언니 3 역
- 김병훈 : 사진사 역
- 손승택 : 심사위원 역
- 김주희 : 명품매장 직원 역
- 안미혜 : 검진센터 직원 역
- 오봉길 : 검진센터 의사 역
- 김시아 : 간호사 역
- 양가은 : 예리 후배(지연 후배) 역
- 김승환 : 남학생 1 역
- 선미진 : 학부모 1 / 축제 학부모 역
- 이은석 : 제나 담당의 역
- 신현규 : 레지던트 역
- 배현경 : 형사 1 역
- 김원석 : 형사 2 역
- 최리호 : 범수 부 역
- 최가인 : 범수 모 역
- 민상철 : 변호사 역

3학년2반 학생
- 이연진 정새린 지다영 유진주 주현서 임수빈 이유송 하은혜 최아연 김유빈 조하민 김민진 홍채은 이은서 나완애 이선영

목소리 출연
- 박미지 김장환

## 수상 목록
- 2025년 제4회 청룡시리즈어워즈 업비트 인기스타상 (혜리)

## 참고 사항
- LG U+의 STUDIO X+U가 2025년 첫 작품으로 선보이는 드라마다. 또한 처음으로 원작이 있는 드라마를 제작하는 것이며,[15] 와이랩과 공동 제작을 하는 작품이기도 하다.[16]
- 와이랩 플렉스가 LG U+와 약 1년 간의 75억 규모 드라마 제작 계약을 맺은 이후[17] 제작한 첫 작품이기도 하다.[18] 계약을 맺은 내용은 회당 약 50분 분량의 8부작 드라마와 회당 약 25분 분량의 16부작 총 2편의 드라마를 제작한다는 내용으로,[19] 이 작품이 회차별 약 30분 분량으로 전체 16부작 분량으로 완성되었다.
- 《선의의 경쟁》 타이틀 로고가 두 종류다. 포스터를 비롯한 여타 홍보물에 일반적으로 사용되는 타이틀은 언뜻 분필로 쓴 듯 보이는 로고 이미지이지만, 실제 본편에 타이틀 시퀀스로 등장하는 이미지는 그라타주(grattage) 기법으로 그려진 듯 보이는 로고 이미지다.
- 원작이 되는 웹툰이, 같은 시기 드라마로 제작된 《스터디그룹》과 함께 블루스트링 유니버스에 속하는 작품이긴 하지만, 와이랩의 자사 IP를 활용한 실사 작품들이 그렇듯 이 작품 역시 드라마 자체로 독립 작품이 되는 방식을 취할 것으로 보인다.[20] 일단 《스터디그룹》 드라마의 경우 CJ ENM 자회사 스튜디오드래곤이 제작해 TVING 오리지널 드라마로 편성되는 반면, 이 드라마는 LG U+ 자회사 STUDIO X+U가 제작해 U+모바일tv 오리지널 드라마로 편성 되기 때문에[21] 단순 카메오 형식의 연계도 기대하기 어렵기 때문이다. 무엇보다 《스터디그룹》 실사 드라마에서 윤가민 역을 맡은 배우 황민현은, 이 드라마 《선의의 경쟁》 촬영 기간 전부터 이미 병역이행 복무 중이었기 때문에 카메오 촬영은 불가능했다.[22]
- 타이틀 관련 내용에도 있듯이, 연출 의도에 따라 각 인물에게는 고유 색상이 부여되어 있다. 유제이는 파란색 계열, 우슬기는 노란색 계열, 주예리는 분홍색 계열, 최경은 초록색 계열이다. 이 색상은 미술 연출을 비롯해 극 중 다양하게 활용되고 있으나, 실제로 극 중 인물이 스스로 인지하고 있는 프로필 상의 색상 정보는 아니다. 다만 필통이나 필기구 등 개인 소품의 색상으로도 활용되고 있기 때문에 어느 정도 취향을 반영한 정보로 볼 수도 있다.